# Cihigue
Pour les articles homonymes, voir Cihigue.
Cihigue est une ancienne commune française du département des Pyrénées-Atlantiques. En 1836, la commune fusionne avec Camou pour former la nouvelle commune de Camou-Cihigue.

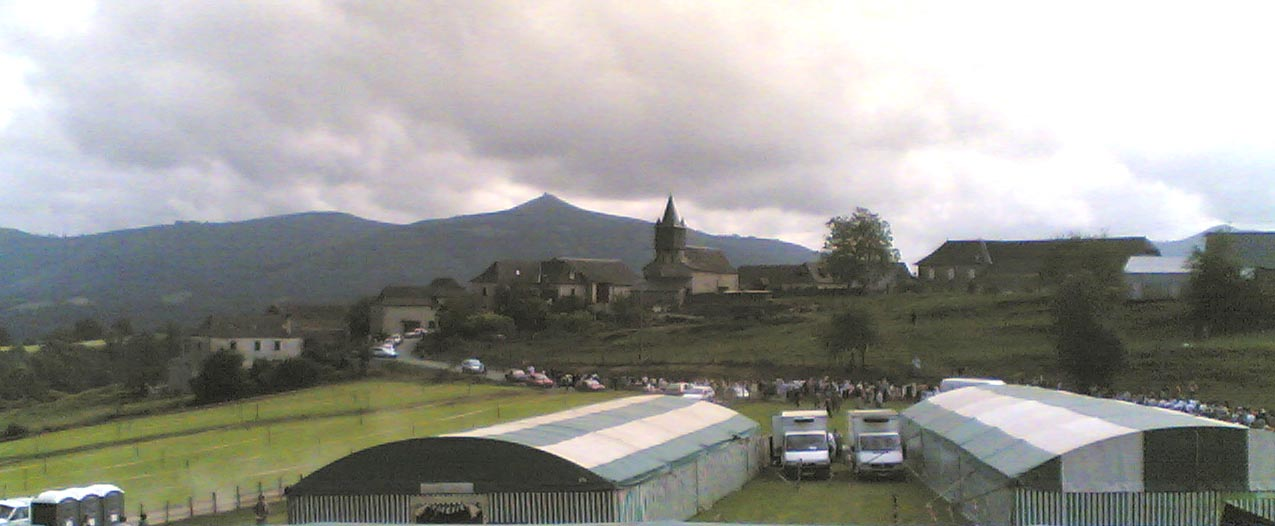
Le village

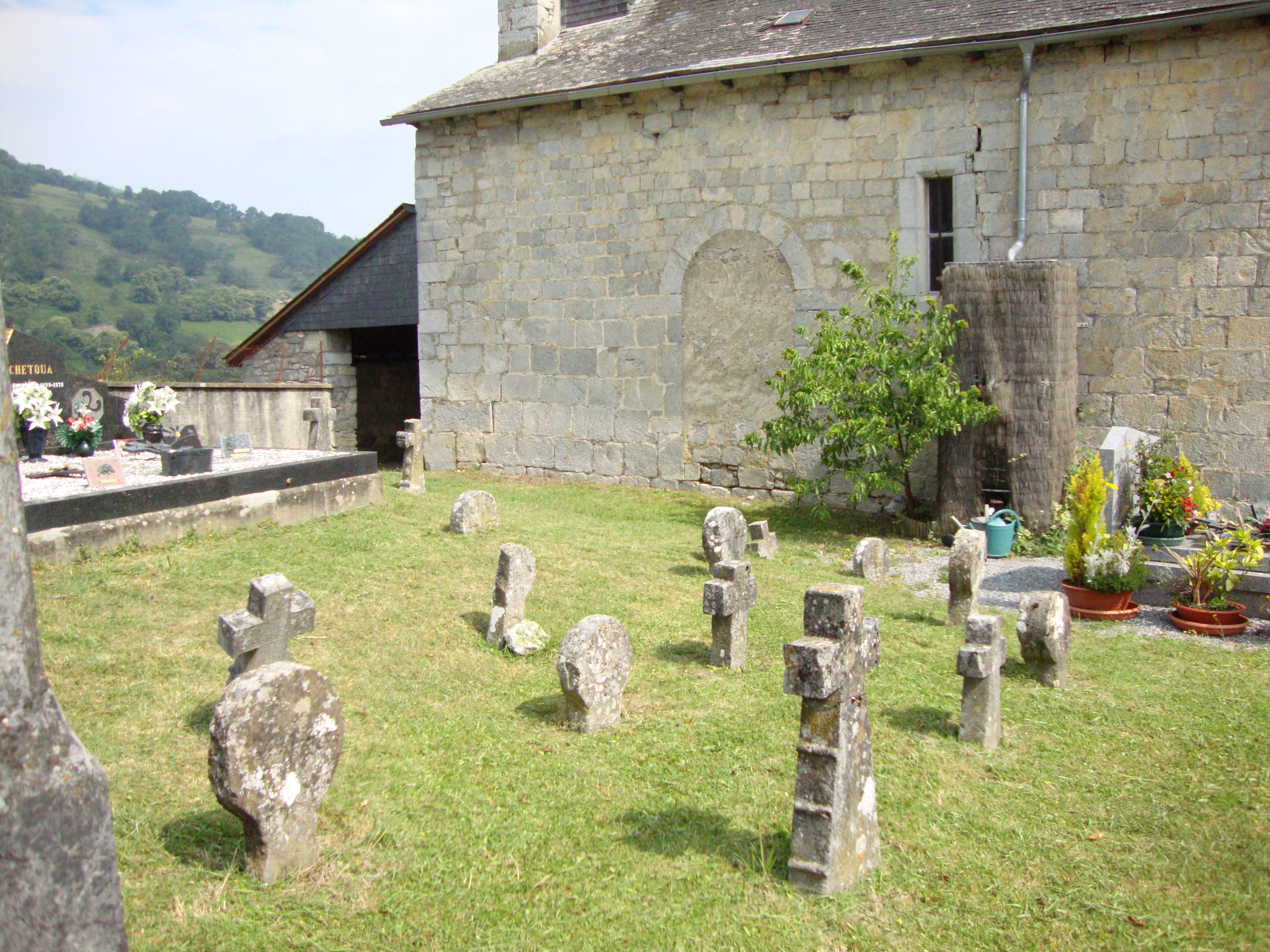
Stèles discoïdales à Cihigue

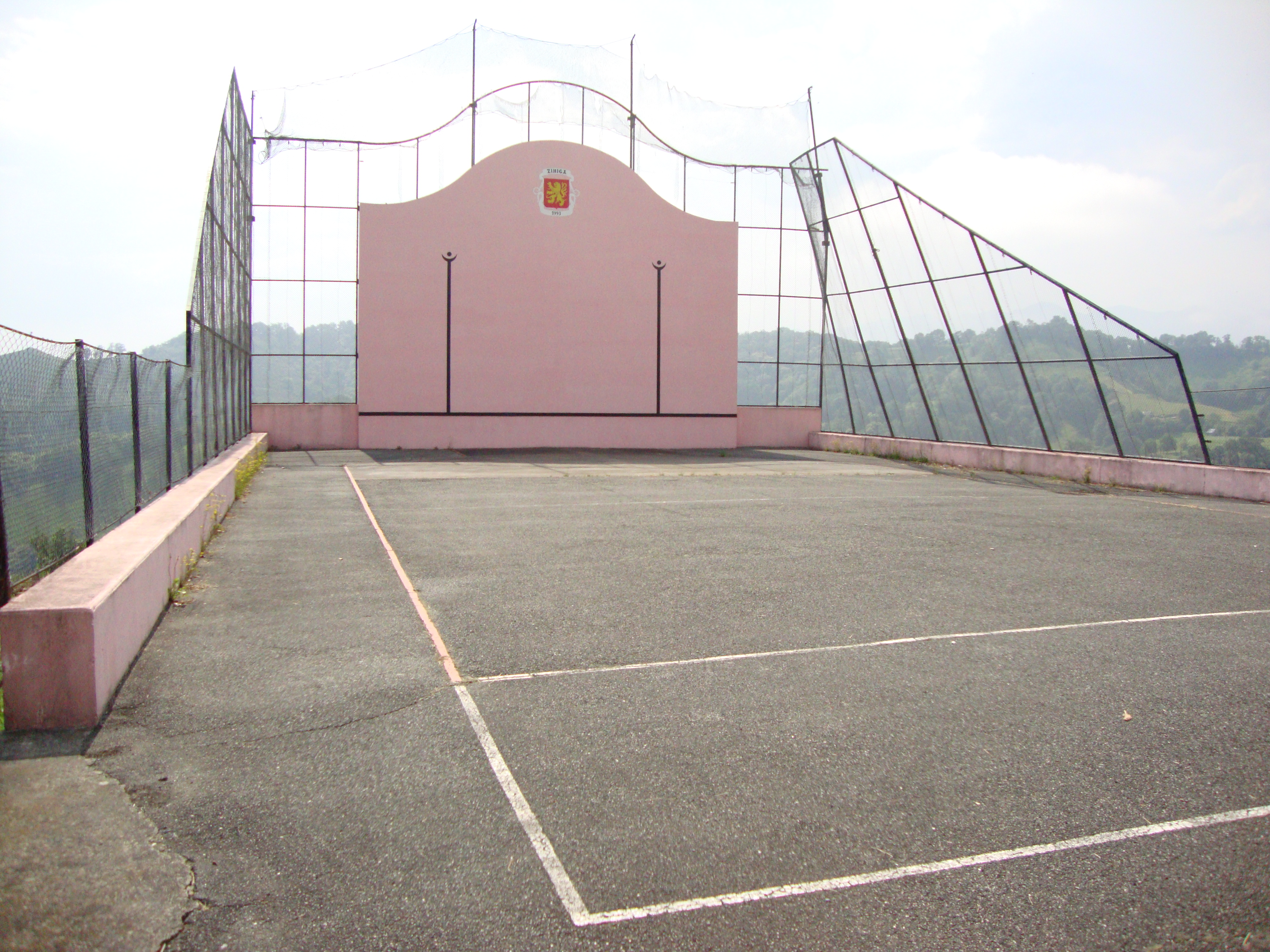
Fronton sur la crête à Cihigue

## Géographie
Cihigue fait partie de la Soule.

## Toponymie
Le toponyme Cihigue apparaît sous la forme 
Cihiga (1520, coutume de Soule).

## Démographie
| 1793 | 1800 | 1806 | 1821 |
| ---- | ---- | ---- | ---- |
| 163  | 153  | 184  | 173  |

## Culture locale et patrimoine

### Patrimoine religieux
L'église romane Notre-Dame, dont les origines remontent également au milieu du Moyen Âge, a été rénovée en 1828.

## Pour approfondir